# Гніздовський Яків Іванович
Яків Іванович Гніздо́вський (13 жовтня 1943, Пилипче — 8 лютого 2019, Чернівці) — український живописець; член Національної спілки художників України з 2005 року.

## Біографія
Народився 13 жовтня 1943 року в селі Пилипчому (нині Чортківський район Тернопільської області, Україна). 1962 року закінчив Чернівецьке художньо-ремісниче училище № 5.
Протягом 1962—1963 років працював оформлювачем будівельного управління № 2 «Карагандажитлобуд»; у 1966—1979 роках — тресту «Казторгбуд»; у 1979—1986 роках — Карагандинських художньо-виробничих майстерень.
З 1986 року — у Чернівцях: у 1986—1988 роках працював на Чернівецькому художньо-рекламному комбінаті; у 1988—1992 роках — на Чернівецькому художньо-виробничому комбінаті; з 2000 року — у відділі ужиткового мистецтва Чернівецької організації Національної спілки художників України. Помер у Чернівцях 8 лютого 2019 року.

## Творчість
Працював у галузі станкового живопису, переважно у жанрі портрета. Серед робіт:
- «Жінка» (1979);
- «Вірші» (1981);
- «О. Рязанова» (1981);
- «Після концерту» (1982);
- «Висота» (1983);
- «Материнство» (1991);
- «Піони» (2001);
- «Намисто» (2003).

Брав участь у всесоюзних мистецьких виставках з 1981 року.